# Prasophyllum plumiforme
Prasophyllum plumiforme là một loài thực vật có hoa trong họ Lan. Loài này được Fitzg. miêu tả khoa học đầu tiên năm 1882.